# Невіно-Борове
Невіно-Борове (пол. Niewino Borowe) — село в Польщі, у гміні Вишки Більського повіту Підляського воєводства.
Населення — 127 осіб (2011).
У 1975-1998 роках село належало до Білостоцького воєводства.

## Демографія
Демографічна структура станом на 31 березня 2011 року:
|          | Загалом | Допрацездатний вік | Працездатний вік | Постпрацездатний вік |
| -------- | ------- | ------------------ | ---------------- | -------------------- |
| Чоловіки | 71      | 21                 | 34               | 16                   |
| Жінки    | 56      | 13                 | 21               | 22                   |
| Разом    | 127     | 34                 | 55               | 38                   |